# Prinia flaviventris
Prinia flaviventris е вид птица от семейство Cisticolidae. Видът е незастрашен от изчезване.

## Разпространение
Разпространен е в Бруней, Камбоджа, Китай, Хонконг, Индия, Индонезия, Лаос, Малайзия, Мианмар, Непал, Пакистан, Сингапур, Тайван, Тайланд и Виетнам.